# Hayenwärf
Hayenwärf ist ein Ortsteil (Bauerschaft) von Rodenkirchen in der Gemeinde Stadland im Landkreis Wesermarsch.

## Geografie
Hayenwärf befindet sich direkt östlich des ehemaligen Flusslaufes des Lockfleth, da es sich auf dem Uferwall der weiter östlich verlaufenden Weser befindet.

## Geschichte
Ein Urnenfund (StAO, Best. 279-Nr. 256) aus dem Jahr 1875 ist ein Indiz für eine vorgeschichtliche Besiedlung des Ortes, nur wenige hundert Meter südlich in Hartwarderwurp befand sich in ähnlicher geografischer Lage eine bronzezeitliche Siedlung. Der Ortsname von Hayenwärf wird bei Hermann Hamelmann als angebliche Burg eines Häuptlings Hayo gedeutet, der Wahrheitswert dieser Erklärung ist nicht gesichert. Im Jahr 1581 taucht Hayenwärf im Mannzahlregister der Vogtei Rodenkirchen zusammen mit Brunswarden auf.
Die erste Schule ist als Nebenschule für das Jahr 1644 bekannt. 1912/13 wurde für die in Hayenwärf stehende Volksschule ein neues Schulgebäude errichtet. In der Schule wurden auch Schüler aus Edschenburg (Beckum) beschult. Der Schulbetrieb bestand bis 1965, kurz darauf wurde die Schule aufgelöst.

### Verwaltungsgeschichte
Im Jahr 1815 gehörte Hajenwerf zur Bauerschaft Beckum. Die Begründung der Bauerschaft Hayenwärf erfolgte 1880, zugehörig waren Brunswareden, Rodenkircherdeich, Hartwarderwurp, Knappenburg und Hoben. Es war in der Frühen Neuzeit Teil der Vogtei Rodenkirchen, seit 1974 ist es Bestandteil der Gemeinde Stadland im Landkreis Wesermarsch.

### „Wunderfliege“ – Angebliche Zauberei in Hayenwärf
Für das Jahr 1721 ist ein Bericht an die Oldenburgische Regierung über Zauberei in Hayenwärf überliefert. Das Schreiben ist an die dänische Regierungskanzlei in Oldenburg gerichtet. Im Januar 1721 wandten sich zwei Pfarrer direkt an den König Dänemarks, der die Grafschaft Oldenburg nach dem Tode Graf Anton Günthers 1667 erbte. Der Brief beschreibt, dass in der Bauerschaft Hayenwärf innerhalb kurzer Zeit ein Ehepaar verstorben war und auf christliche Weise bestattet wurde. Im Haus des Ehepaars habe sich ein Behältnis befunden, in dem eine lebendige Fliege gewesen sein soll. Es soll sich um einen Hausgeist (spiritus familiaris) gehandelt haben, der die Fähigkeit besaß, die Milchproduktion der Kühe des Hofes zu steigern. Weiter wird beschrieben, dass das Gefäß von einem Unbekannten weggeworfen worden sei. Nun bestünde der Verdacht, diese Person habe die Fliege in ihren Besitz gebracht und sei mit dem Teufel im Bunde.
Die Verfasser des Briefes weisen darauf hin, dass sogar Vogteibeamte die Fliege untersucht haben und das Landgericht Ovelgönne informiert sei, dennoch wollten sie dem König direkt davon berichten. Es ist zwar nicht davon auszugehen, dass König Frederik IV. diesen Brief bekam, doch haben sich seine Räte in Oldenburg nur wenige Tage nach Eingang des Briefes mit dem Fall beschäftigt. Das Landgericht in Ovelgönne wurde mit einem Fragenkatalog auf das Wirken und den Verbleib der Fliege ausgefragt. Die Vernehmungsakten sollten an das königliche Konsistorium geschickt werden, damit dieses prüfe, ob es sich bei dem Fall um etwas Natürliches handle oder um satanische Zauberkünste.
Bemerkenswert ist, dass der Fall von der obersten dänischen Verwaltung in Oldenburg behandelt wurde, er wurde also ernst genommen. Das Ereignis fand in einer Zeit statt, die von Umweltkatastrophen gekennzeichnet war, erst wenige Jahre zuvor hatte die Weihnachtsflut 1717 große Teile der Nordseeküste verwüstet: Deiche brachen, Tiere und Menschen kamen um und das Land war versalzen. Von 1675 bis 1743 hatte sich die Anzahl der Häuser in Hayenwärf von 21 auf 13 verringert und die Bevölkerung ging von 99 auf 72 zurück. Offenbar waren die Menschen in einer Situation, die die Ausbreitung von Aberglauben beförderte.

## Demographie
| Jahr | Einwohner |
| ---- | --------- |
| 1675 | 99        |
| 1743 | 72        |
| 1801 | 100       |
| 1815 | 93        |
| 1855 | 60        |
| 1925 | 231       |
| 1939 | 226       |
| 1950 | 327       |
| 1970 | 183       |